# Isochariesthes transversevitticollis
Isochariesthes transversevitticollis är en skalbaggsart som först beskrevs av Stefan von Breuning 1955.  Isochariesthes transversevitticollis ingår i släktet Isochariesthes och familjen långhorningar. Inga underarter finns listade i Catalogue of Life.